# UW–Milwaukee Panther Arena
UW–Milwaukee Panther Arena je víceúčelová aréna nacházející se ve městě Milwaukee ve státě Wisconsin v USA. Otevření proběhlo v roce 2022. Aréna je domovským stadionem týmu AHL Milwaukee Admirals, který je farmou týmu NHL Nashville Predators. 
V roce 1964 zde koncertovali Beatles, v roce 1980  Queen. Bob Dylan měl v aréně čtyři koncerty během svého Fall 1981 tour, v letech 1999 a 2001.  Aréna byla v roce 1977 místem konání NBA All-Star Game.